# Kommandant
Kommandant er betegnelsen for den øverstbefalende i en fæstning, garnison, fangelejr eller for et militærdistrikt.
Kommandant var også titlen på den officer som havde ansvaret for orden i et hovedkvarter. I fredstid har kommandanten den højeste ledelse af garnisonstjenesten og ansvaret for ordenen på stedet. I krigstid og i en fæstning har han uindskrænket magt indenfor fæstningen og er hovedansvarlig for fæstningens forsvar.
Oversat fra sv.wikipedia.

## Eksempler
- Kommandant Rudolf Höss, Auschwitz 1940-43.

## Dansk-norsk-holstenske kommandaturer
Danmark
- Kommandant på Christianshavn
- Kommandant i Fredericia
- Kommandant i Kastellet (Citadellet Frederikshavn)
- Kommandant i Korsør
- Kommandant på Kronborg
- Kommandant i København
- Kommandant i Køge
- Kommandant i Nakskov
- Kommandant i Nyborg

Norge
- Kommandant på Akershus
- Kommandant på Bergenhus
- Kommandant i Frederiksstad
- Kommandant på Frederikssten
- Kommandant i Hals og Fladstrand
- Kommandant på Kongsvinger

Hertugdømmerne m.m.
- Kommandant i Apen
- Kommandant i Breitenburg
- Kommandant i Christiansborg (fæstning i Oldenborg)
- Kommandant i Delmenhorst
- Kommandant i Frederiksort
- Kommandant i Glückstadt
- Kommandant på Gottorp
- Kommandant i Helgoland
- Kommandant i Hitler Skanse
- Kommandant i Jever
- Kommandant i Krempe
- Kommandant i Oldenborg
- Kommandant i Rendsborg
- Kommandant i Steinburg
- Kommandant i Tønning

Skåne, Halland, Blekinge, svenske besiddelser m.m.
- Kommandant i Helsingborg
- Kommandant i Christianopel
- Kommandant i Christianstad
- Kommandant i Karlshamn
- Kommandant i Landskrone
- Kommandant i Marstrand
- Kommandant i Stade
- Kommandant i Stralsund
- Kommandant i Visby
- Kommandant i Wismar